# Bartolomeo II della Scala
Bartolomeo II della Scala era fill natural de Cansignoro della Scala. A la mort del seu pare el 1375 fou proclamat senyor de Verona i Vicenza. Va morir el 12 de juliol de 1381 i el va succeir son germà Antoni I della Scala.